# 土幕民
土幕民是朝鲜王朝貧民窟居民的称呼。

## 概要
按朝鲜總督府京城府定义，在河边与森官地私地占为己有設立的住处就是土幕民。后来日本大規模取締这种貧民窟。土幕在朝鲜战争后在北朝鲜金日成社会主义政策与朴正熙汉江奇迹经济发展下逐漸消失。

## 土幕種別
土幕有三种，最落后的是竪穴式土幕，在地上掘一个坑支起一片草皮，也没温突等取暖设备。另外两种也是木屋比第一种進步。

## 在日本的土幕
在日韓合併后，在日朝鲜人在很多地方置土幕居住，是后来韓國城起源。